# 伊豆箱根鉄道モハ151形電車

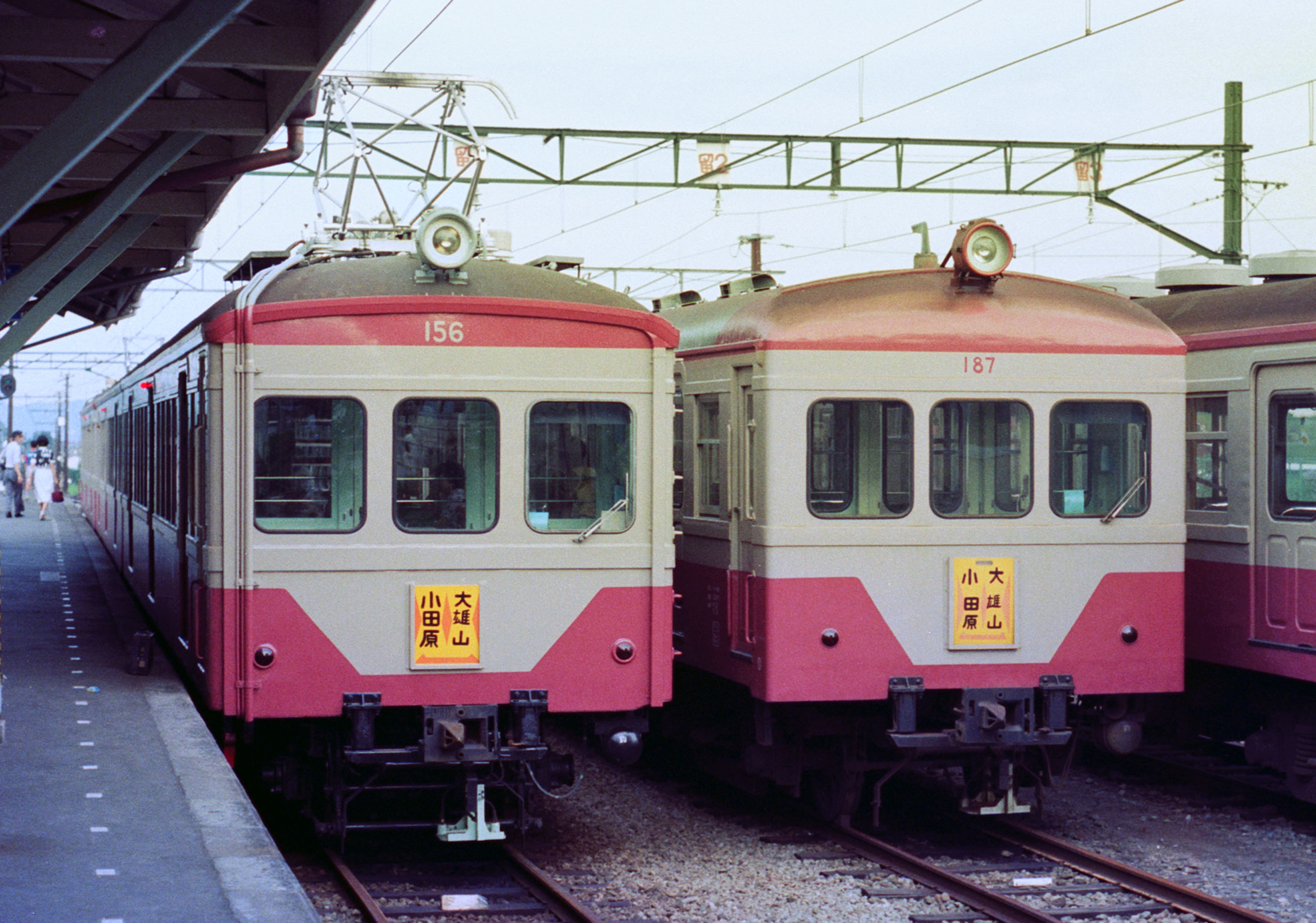
モハ156とクハ187。大雄山駅にて。

伊豆箱根鉄道モハ151形電車（いずはこねてつどうモハ151がたでんしゃ）は、伊豆箱根鉄道大雄山線用の通勤形電車である。
当記事では大雄山線で固定編成を組んでいた伊豆箱根鉄道クハ181形電車（いずはこねてつどうクハ181がたでんしゃ）、伊豆箱根鉄道サハ181形電車（いずはこねてつどうサハ181がたでんしゃ）、事業用電車（電動貨車）である伊豆箱根鉄道コデ165形（いずはこねてつどうコデ165がたでんしゃ）についても解説する。

## 概要
大雄山線は緑町駅近くに半径100 mの急曲線があるため、車体長17 mの車両までしか入線できなかった。
そんな制約下で架線電圧600 V時代の大雄山線は、国鉄（日本国有鉄道）以外（南武鉄道、西武鉄道、現在飯田線となっている国有化前各社など）の譲渡車も含めた自動連結器を装備する2両編成（ラッシュ時は4両編成）と、当記事で解説する旧型国電のみの密着連結器を装備する3両編成、二つのグループに分かれていた。
密連車の形式についてはモハ50形とクハ80形が多かったので、大雄山線では番号に+100し、やがてモハ151形・クハ181形・サハ181形に統一されていった。
また、この時代の伊豆箱根鉄道の旧性能車は、親会社である西武鉄道の赤電と同じ塗装であったが、伊豆箱根では正面三枚窓の中央上部に車両番号が書かれており（二枚窓車は未記入）、これは西武では見られなかった特徴である。
1976年（昭和51年）11月25日に電圧を1,500 Vに昇圧すると、自連車は引退、密連車には相模鉄道から譲渡された17 m国電出身車が登場し、大雄山線は17 m国電3両編成7本で使用車両の統一をみた。
日本において、所属車両が17 m国電のみで統一された私鉄路線は大雄山線のみであり、また、その経歴に由来する形態もバラエティに富んでおり、私鉄研究家の吉川文夫は『日本の私鉄 1』（山と渓谷社）の同社紹介記事で「私鉄には興味ない国電マニアも、ここだけは国電OBを撮りにくる」と記している。
車内放送装置もテープ（8トラ）による自動放送が採用され、車両の古さおよび大手私鉄がほとんど肉声放送だったことを考えれば、先進的と言えた。
その後1984年（昭和59年）から1996年（平成8年）にかけて製造された5000系に置き換えられ、当グループはコデ165形に改造された1両を除いて廃車・解体された。

## 編成別解説

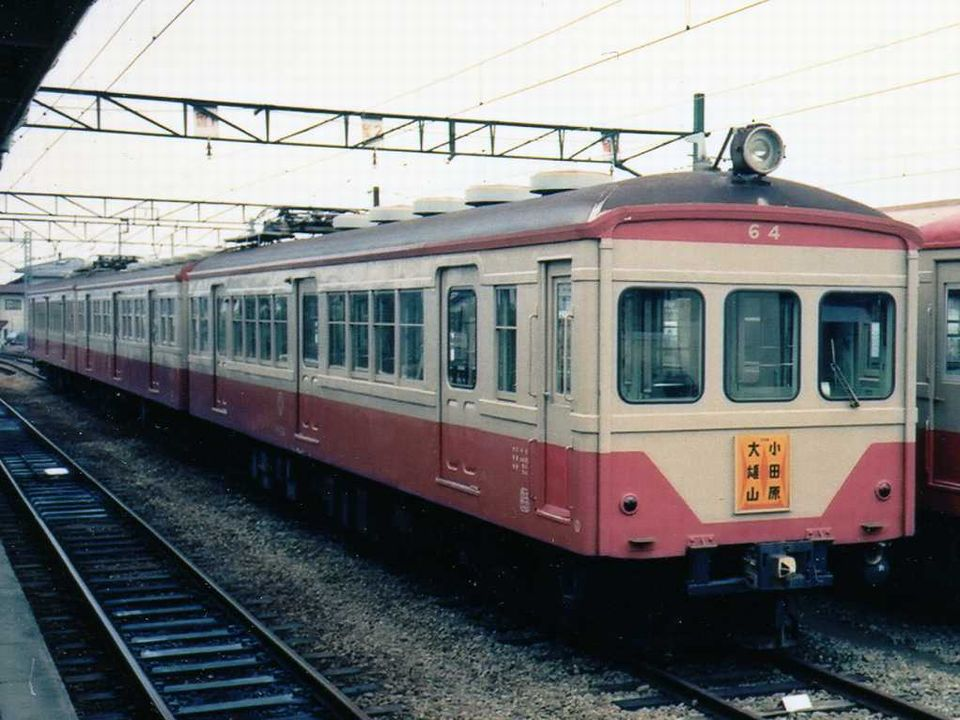
モハ64形。モハ151形ではないが、151-156号車は大体これに類似したデザインである。

モハ151形は編成替えの関係上完全に揃わず一部に乱れがあるが、クハ181形・サハ181形は編成順となっているため、ここでは181形の末尾番号順に解説していく。編成はいずれも左を小田原駅側・右を大雄山駅側とする。

### 国鉄と西武からの譲渡車
|                       | モハ151(cM) | モハ152(M) | クハ181(Tc) |
| --------------------- | ----------- | ---------- | ----------- |
| 現形態への 改造年月日 | 1968年      | 1968年     | 1968年      |
| 伊豆箱根時代 旧形式   | モハ51      | モハ54     | クハ81      |
| 譲渡年月日            | 1947年      | 1948年     | 1951年      |
| 譲渡前形式            | クハ65 128  | モハ50 108 | モハ32 008  |

- 前形式モハ50形は戦災復旧車が多く、伊豆箱根登場当時は正面も非貫通ながら中央の窓が高い車両が多かった。
- ここで解説しているモハ51形は初代で、モハ151形に改番後、二代目モハ51形が登場している。
- 編成のモハ151,152はいずれも国鉄モハ50系に見られた張り上げ屋根が特徴で、モハ152は大雄山線時代の途中、運転台撤去されている。
- クハ181形はさらにクハ81形←クハ61形と遡る。二扉車だったため、客用扉がdD15D51d1と両端に偏っているのが特徴。大雄山線時代に、通風器がガーランド式からグローブ式に交換されている。
- 1980年9月17日廃車。

|                       | モハ153(cM)  | サハ182(T) | モハ156(Mc)  |
| --------------------- | ------------ | ---------- | ------------ |
| 現形態への 改造年月日 | （なし）     | 1974年     | 1973年       |
| 伊豆箱根時代 旧形式   | （なし）     | クハ182    | モハ38       |
| 譲渡年月日            | 1970年5月    | 1960年5月  | 1967年9月    |
| 譲渡前形式            | クモハ11 499 | クハ16 525 | クモハ11 462 |

- モハ38形も番号が二代あり、この記事の車両は二代目。
- 1986年3月31日廃車。

|                       | モハ154(cM) | モハ155(M) | クハ183(Tc)  |
| --------------------- | ----------- | ---------- | ------------ |
| 現形態への 改造年月日 | 1971年      | 1973年     | 1967年       |
| 伊豆箱根時代 旧形式   | モハ48      | モハ55     | クハ28       |
| 譲渡年月日            | 1962年6月   | 1948年     | 1967年9月    |
| 譲渡前形式            | クハ16 561  | クハ65 126 | クハニ19 005 |

- モハ155は当初両運転台だったが、後に運転台は撤去されている。
- クハ183は譲渡後すぐ大雄山線用に改造されたため、クハ28としての存在は1年にも満たなかった。
- 1984年6月5日廃車。

|                       | モハ157(cT)   | サハ184(T)   | モハ158(Mc)   |
| --------------------- | ------------- | ------------ | ------------- |
| 現形態への 改造年月日 | （なし）      | 1972年       | （なし）      |
| 伊豆箱根時代 旧形式   | （なし）      | クハ28       | （なし）      |
| 譲渡年月日            | 1972年12月    | 1964年       | 1972年12月    |
| 譲渡前形式            | 西武クモハ314 | クハニ19 055 | 西武クモハ315 |

- モハ157は西武311系電車のうち鋼体化タイプ、モハ158は省モハ50事故車を西武が譲り受け復旧したもの。同じ西武グループの塗装ということもあり、西武時代との外観の違いは、側面の社紋・番号と正面の番号ぐらいである。正面は貫通式だったが、伊豆箱根譲渡時に内部側のみ埋め込まれている。
- この西武クモハ311形で、運転台撤去したサハを挟む17m3両という編成は偶然にも、西武多摩湖線の国分寺口（国分寺駅-萩山駅間）で長らく使用された、17m3両編成に類似することとなった。
- 1981年9月3日廃車。

### 相鉄からの譲渡車

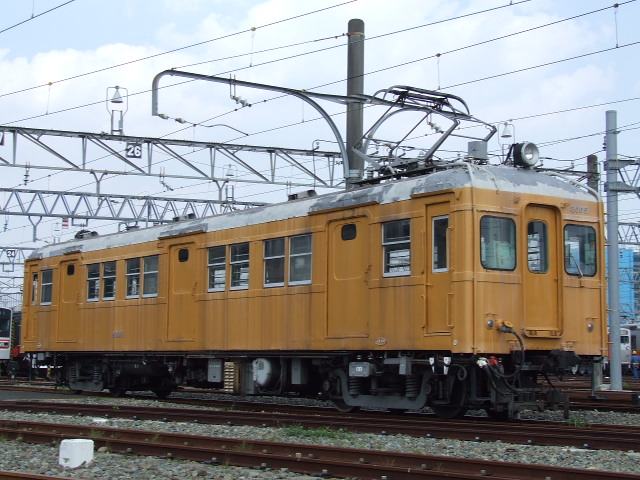
相鉄2000系電車 モハ2005 相鉄でもコデ165形同様に事業用車となった。

相鉄2000系電車からの譲渡車で、前述の1500V昇圧・自連車全廃と入れ替わりに登場した、当形式最後のグループ。電動車の番号は159と160を欠番にして161番以降にとばされたが、形式はモハ151形のままである。相鉄時代に更新された、張り上げ屋根の美しいデザインが特徴。
|            | モハ161(cM) | モハ162(M) | クハ186(Tc) |
| ---------- | ----------- | ---------- | ----------- |
| 譲渡前形式 | モハ2025    | モハ2007   | モハ2026    |

- 1975年1月譲渡、1996年9月3日廃車。

|            | モハ163(cM) | モハ164(M) | クハ185(Tc) |
| ---------- | ----------- | ---------- | ----------- |
| 譲渡前形式 | モハ2021    | モハ2006   | クハ2509    |

- 1974年3月譲渡、1993年3月13日廃車。

|            | モハ165(cM) | モハ166(cM) | クハ187(Tc) |
| ---------- | ----------- | ----------- | ----------- |
| 譲渡前形式 | モハ2024    | モハ2010    | クハ2510    |

- 1976年2月譲渡、1996年10月10日 - 10月14日にさよなら運転を実施し[3]、10月15日にモハ166形とクハ187形は廃車。
- モハ165形はコデ66形を置き換えるため、1995年2月18日にコデ165形に改造され、2019年現在も使われている（後述）。

## コデ165形

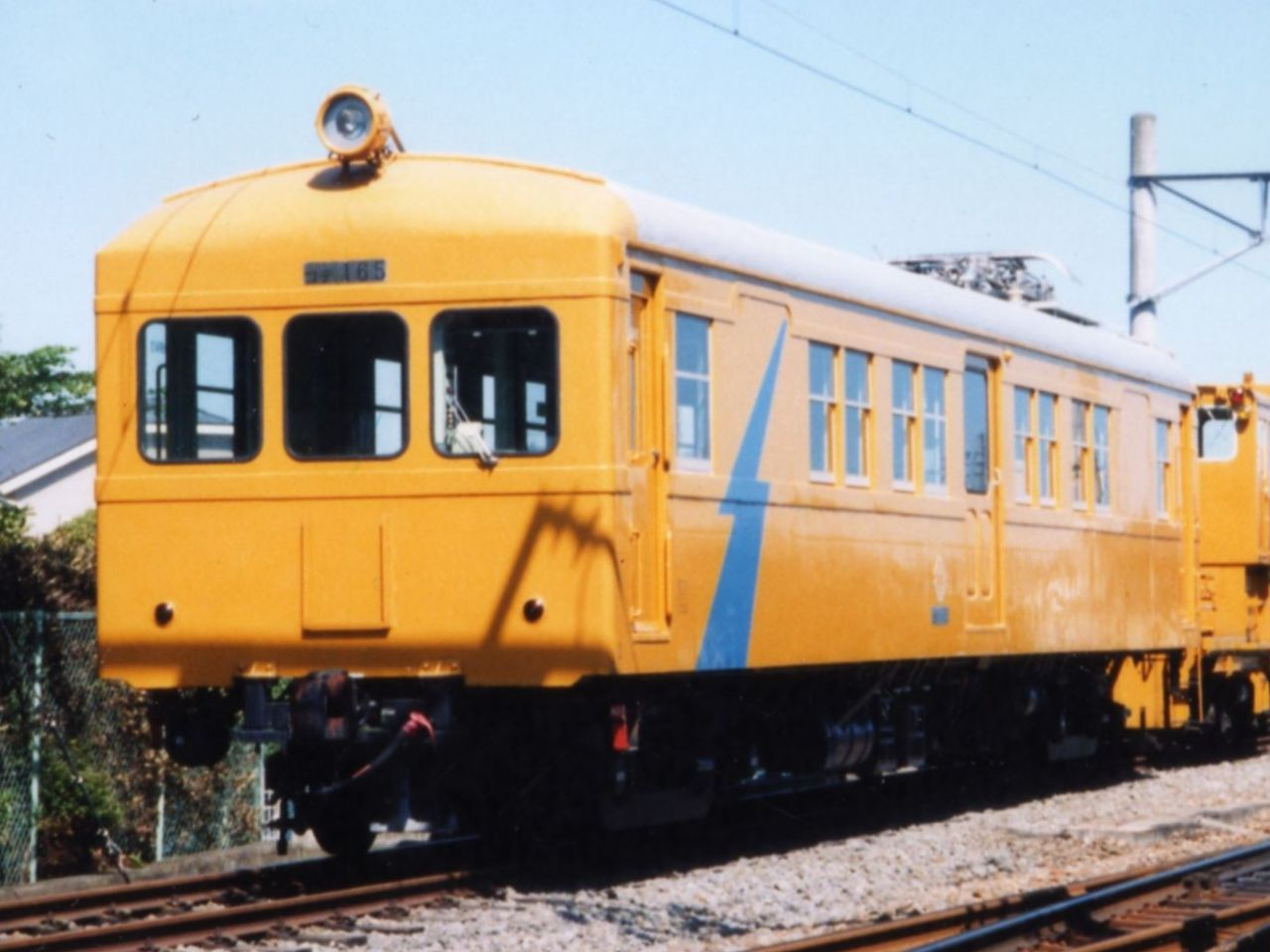
コデ165 大雄山駅にて

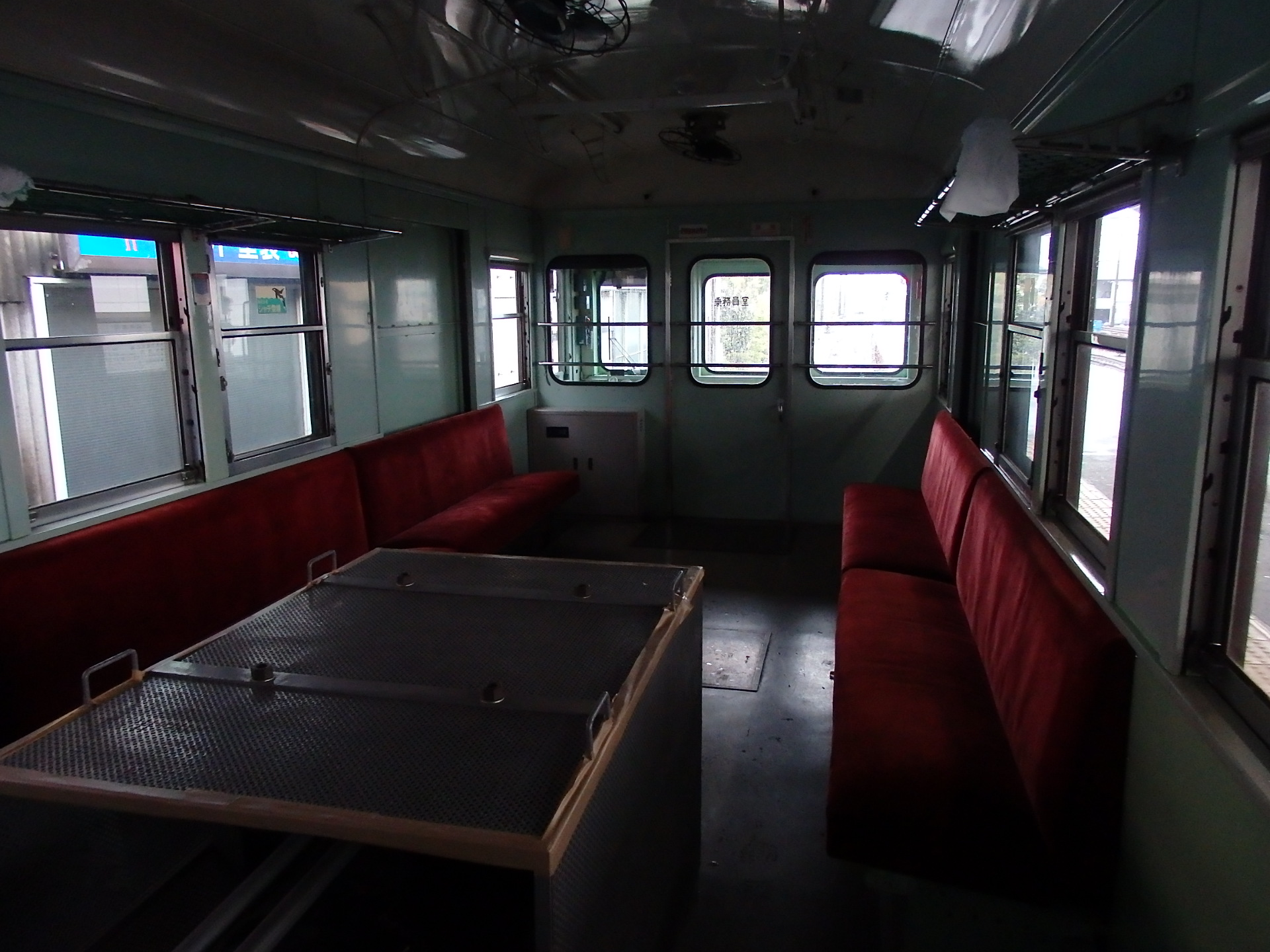
コデ165 車内

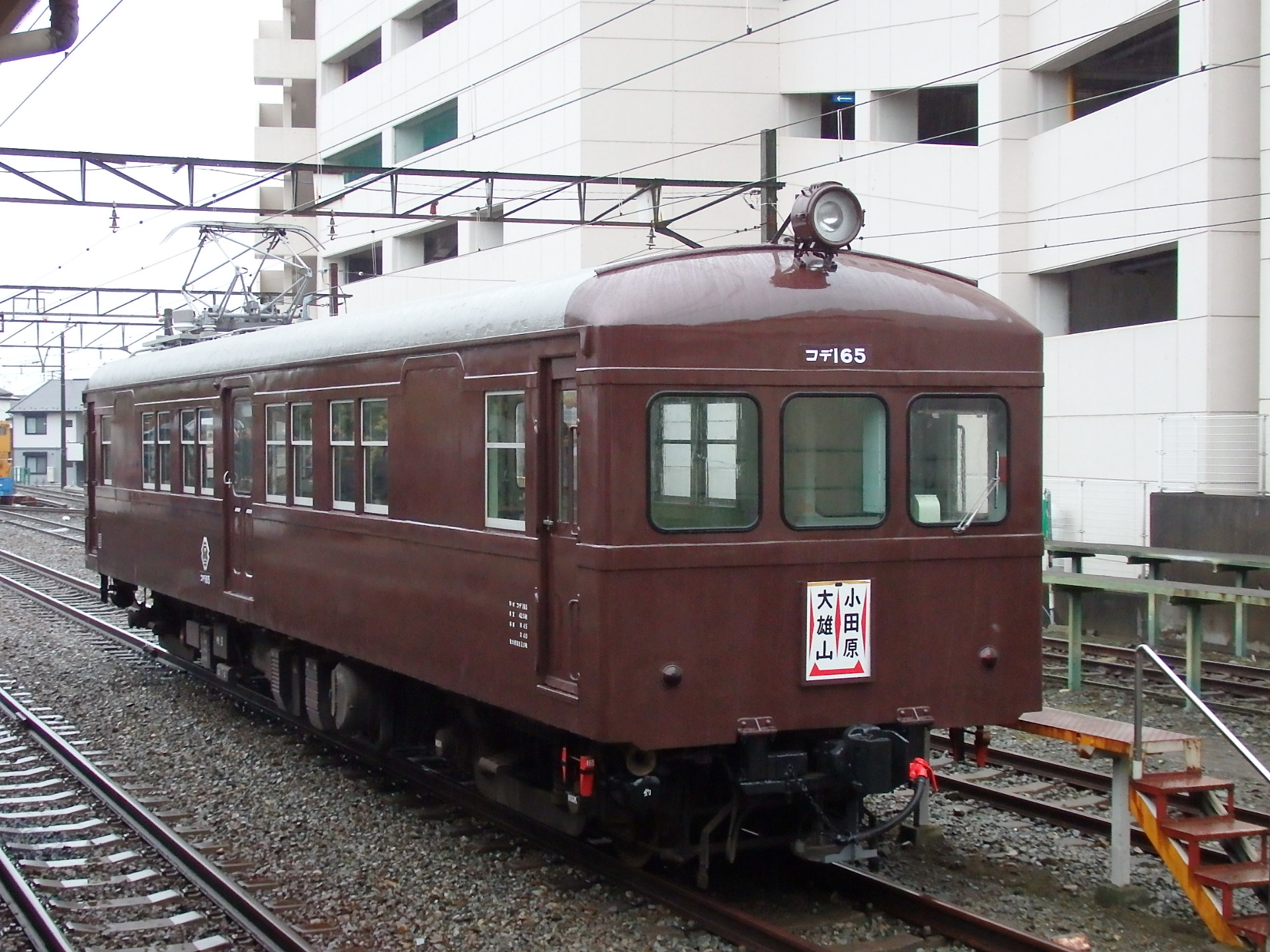
茶色塗装となったコデ165 大雄山駅にて

1928年（昭和3年）に鉄道省モハ30166として川崎車輛（現・川崎車両）で新製され、1960年（昭和35年）に相模鉄道に譲渡されて同社2000系として使用された後、1976年（昭和51年）に伊豆箱根鉄道へ入線した。1997年（平成9年）に工事用車両であったコデ66が老朽化したことから、代替車両として1996年（平成8年）に旅客営業を離れていたモハ165が改造され、コデ165となった。
形式番号の変遷（車籍上）は次のとおりである。
鉄道省モハ30166（1928年新製） → クハ38108（1949年改番） → クハ16156（1953年改番） → 相模鉄道クハ2510（1960年譲渡） → 伊豆箱根鉄道モハ165（1976年譲渡。モハ2024と車体振替） → コデ165（1997年）

### 車体・機器
改造に際して両運転台化と、それに伴う機器の車内移設のための一部ドア埋め込み、自動ドア機能の廃止、塗装の変更が実施された。なお、ATS関連機器・MG・自動連結器等は、コデ66形のものを流用しているが、コデ66形が装備していた弱め界磁制御装置(FT)は装備しない。
2018年、塗装が国鉄時代のぶどう色（茶色）に変更され、3月21日に大雄山駅にてお披露目会が催された。

### 運用
5000系の定期検査時の工事用臨時貨物列車（甲種輸送）や、トム1形（自社所有の工事用貨車）で線内レール運搬などを行っている。コデ165形登場前は、夜間工事用列車（トム1形によるバラスト列車）の牽引をコデ66形が行っていたが、これに代えて日本鉄道建設公団から軌道用モーターカーとバラスト撒布車を購入し、コデ165形登場と同時期に使用を開始した。このため、コデ165形がバラスト列車に充当されるケースは稀である。
2016年現在の仕業は、JRチキ6000形2両または4両で組成された夜間工事用列車または日中の臨時貨物列車としてのレール運搬、トム1形の定期検査時の試運転（大雄山駅 - 相模沼田駅間）、5000系の定期検査時の大場工場までの甲種輸送（コデの使用は小田原駅まで）などである。